# 南庄里
南庄里，前身「南庄村」，位於臺灣臺中市大安區西南部，北鄰中庄里，南接南埔里，東鄰東安里，西臨臺灣海峽。大安水蓑衣生態教育園區為主要的觀光景點。

## 歷史
南庄里里名由來與聚落相對位置及水源源頭有關，該里與中庄里一帶有三大聚落，東南方為頂庄，中間為中庄，而當地位於西南端，故名。
日治時期，1901年，南庄里屬大甲支廳十八庄區南庄。至1920年起，隸屬大安庄南庄大字。1945年，改名為「南庄村」。2010年12月25日配合臺中縣市合併，臺中縣大安鄉南庄村改制為臺中市大安區「南庄里」。

## 地理
南庄里位於大安區西南部，北鄰中庄里，南接南埔里，東鄰東安里，西臨臺灣海峽。全里為大甲溪沖積扇平原的一部份，境內地勢低平，南庄溪由東南向西北流經並注入臺灣海峽。
南庄里居民主要姓氏有陳姓、許姓。

## 政治

### 歷任首長
南庄村村長（中華民國接管臺灣後初期）
| 任次 | 姓名   | 上任日期       | 卸任日期      | 備註 |
| ---- | ------ | -------------- | ------------- | ---- |
| 1    | 白天泉 | 1945年12月14日 | 1946年2月25日 |      |

南庄村村長（民選）
| 任次 | 姓名   | 黨籍       | 上任日期       | 卸任日期       | 備註               |
| ---- | ------ | ---------- | -------------- | -------------- | ------------------ |
| 1    | 白天泉 |            | 1946年2月26日  | 1946年12月8日  | 民選首任，任內死亡 |
| 1    | 許振芳 |            | 1946年12月9日  | 1948年3月5日   | 補選               |
| 2    | 許振芳 |            | 1948年3月26日  | 1950年9月30日  |                    |
| 3    | 許振芳 |            | 1950年10月1日  | 1952年12月13日 |                    |
| 4    | 李振和 |            | 1952年12月14日 | 1955年4月16日  |                    |
| 5    | 李振和 |            | 1955年4月17日  | 1958年4月26日  |                    |
| 6    | 李振和 |            | 1958年4月27日  | 1961年4月22日  |                    |
| 7    | 莊炎明 |            | 1961年4月23日  | 1965年5月1日   |                    |
| 8    | 許進興 |            | 1965年5月2日   | 1969年5月31日  |                    |
| 9    | 徐木田 |            | 1969年6月1日   | 1974年7月29日  |                    |
| 10   | 陳俊   |            | 1974年7月30日  | 1978年7月31日  |                    |
| 11   | 陳四郎 |            | 1978年8月1日   | 1982年7月31日  |                    |
| 12   | 陳四郎 |            | 1982年8月1日   | 1986年7月31日  |                    |
| 13   | 陳四郎 |            | 1986年8月1日   | 1990年7月31日  |                    |
| 14   | 陳四郎 | 中國國民黨 | 1990年8月1日   | 1994年7月31日  |                    |
| 15   | 白克忠 | 無黨籍     | 1994年8月1日   | 1998年7月31日  |                    |
| 16   | 白克忠 | 無黨籍     | 1998年8月1日   | 2002年7月31日  |                    |
| 17   | 陳連登 | 無黨籍     | 2002年8月1日   | 2006年7月31日  |                    |
| 18   | 陳連登 | 無黨籍     | 2006年8月1日   | 2010年12月24日 |                    |

南庄里里長（民選）
| 任次 | 姓名   | 黨籍   | 上任日期       | 卸任日期       | 備註 |
| ---- | ------ | ------ | -------------- | -------------- | ---- |
| 1    | 李天生 | 無黨籍 | 2010年12月25日 | 2014年12月24日 |      |
| 2    | 陳炳煌 | 無黨籍 | 2014年12月25日 | 2018年12月24日 |      |
| 3    | 陳炳煌 | 無黨籍 | 2018年12月25日 | 2022年12月24日 |      |
| 4    | 陳炳煌 | 無黨籍 | 2022年12月25日 |                | 現任 |

## 經濟
南庄里的經濟產業主要為農業，農作物以水稻、青蔥、扁蒲、大蒜、苦瓜為大宗，畜產主要有毛豬、白毛鴨。

## 文化
- 南鯤鯓廟
- 南安宮

## 教育
南庄里境內並無任何國民中小學的設立。在學區劃分上，南庄里全境皆屬於大安國中、大安國小的學區範圍。

## 交通

### 公車
臺中市市區公車行經南庄里的路線有216路（大甲至南埔）、699路（南埔至大甲體育場）等2條公車路線及黃12路（南庄至大甲車站）等1條小黃公車路線，提供當地居民搭乘及轉乘之用。

### 公路
- 台61線[18]
- 中17線：南安路

## 旅遊
- 大安水蓑衣生態教育園區
- 南埔鷺鷥林